# Ekbäcken-Jämnbromossen
Ekbäcken-Jämnbromossen este o arie protejată (arie specială de conservare — SAC, sit de importanță comunitară — SCI) din Suedia întinsă pe o suprafață de 32,3 ha, integral pe uscat.

## Localizare
Centrul sitului Ekbäcken-Jämnbromossen este situat la coordonatele 60°05′28″N 18°19′32″E / 60.0911°N 18.3256°E.

## Înființare
Situl Ekbäcken-Jämnbromossen a fost declarat sit de importanță comunitară în iunie 1996 pentru a proteja un număr necunoscut de specii din flora spontană și fauna sălbatică aflate în arealul zonei. Situl a fost protejat și ca arie specială de conservare în martie 2011.

## Biodiversitate
Situată în ecoregiunea boreală, aria protejată conține 3 habitate naturale: Păduri fino-scandinave bogate în ierburi cu Picea abies, Mlaștini împădurite, Taiga vestică.
La baza desemnării sitului se află un număr nedeclarat de specii protejate.